# 1916 في المكسيك
فيما يلي قوائم الأحداث التي وقعت خلال عام 1916 في المكسيك.

## كتب
من الكتب التي صدرت هذه السنة في المكسيك:
- 1 يناير – أهل القاع من تأليف ماريانو أثويلا.

## مواليد

### مايو
- 2 مايو – إميليو بالدو ملاكم مكسيكي.

### أغسطس
- 21 أغسطس – كونسويلو بيلاثكيث موسيقية مكسيكية.
- 24 أغسطس – أمبارو أروزامينا[1]

### نوفمبر
- 9 نوفمبر - فرناندو فرنانديز، مغني وممثل.

## وفيات

### يناير
- 13 يناير – فيكتوريانو ويرتا (مواليد 1850) سياسي أمريكي.